# Champereia manillana
Champereia manillana är en tvåhjärtbladig växtart som först beskrevs av Carl Ludwig von Blume, och fick sitt nu gällande namn av Elmer Drew Merrill. Champereia manillana ingår i släktet Champereia och familjen Opiliaceae. Utöver nominatformen finns också underarten C. m. longistaminea.